# Eugen von Hippel

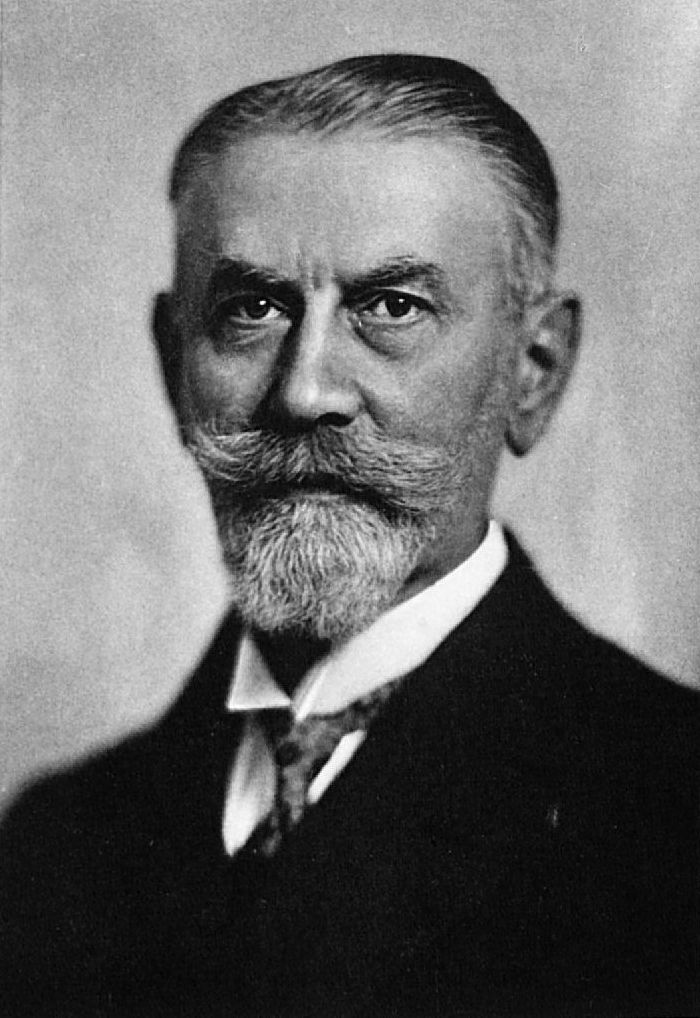
Eugen v. Hippel

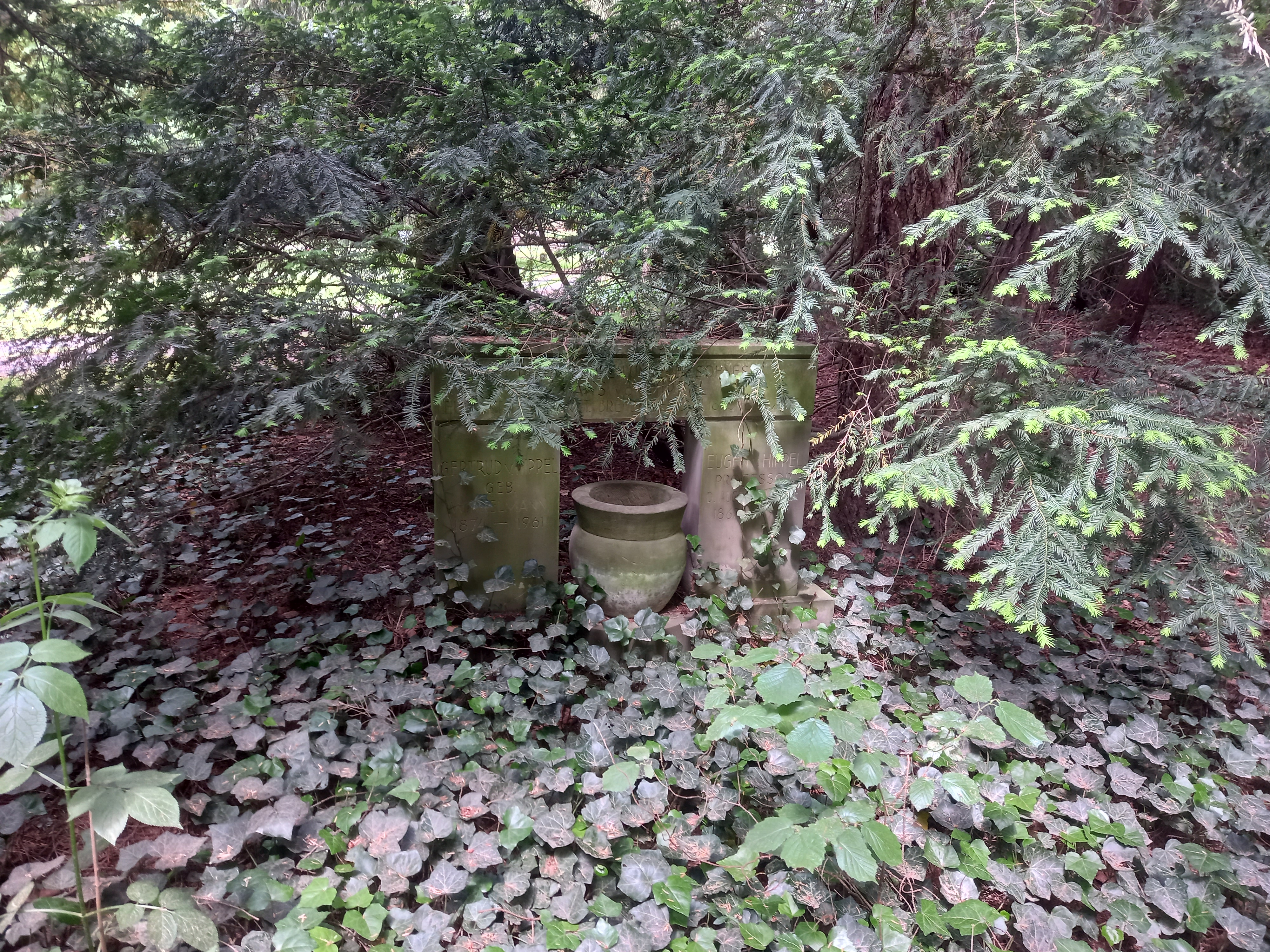
Das Grab von Eugen von Hippel und seiner Ehefrau Gertrud geborene Winkelmann auf dem Stadtfriedhof Göttingen

Eugen Adolf Arthur von Hippel (* 3. August 1867 in Königsberg i. Pr.; † 5. September 1939 in Göttingen) war ein deutscher Ophthalmologe. Nach ihm und Arvid Lindau ist das Von-Hippel-Lindau-Syndrom benannt.

## Herkunft
Eugen von Hippel war der Spross einer angesehenen alten ostpreußischen Beamten- und Gelehrtenfamilie. Seine Eltern waren Arthur von Hippel  (1841–1916) und dessen Ehefrau Olga Magnus (1846–1900). Der deutsche Strafrechtswissenschaftler Robert von Hippel (1866–1951) war sein Bruder.

## Leben
Eugen von Hippel studierte an der Hessischen Ludwigs-Universität und der Friedrich-Wilhelms-Universität zu Berlin Medizin. An der Ruprecht-Karls-Universität Heidelberg war er Schüler von Wilhelm Erb und Theodor Leber. Während seines Studiums wurde er in Gießen 1884 Mitglied der  Akademischen Gesellschaft Das Kloster. 1889 wurde er in Göttingen promoviert. Vier Jahre später habilitierte er sich an der Universität Heidelberg und folgte 1909 einem Ruf auf einen Lehrstuhl für Augenheilkunde in Halle. Nach dessen Emeritierung übernahm er 1914 den entsprechenden Lehrstuhl seines Vaters Arthur von Hippel (1841–1916) in Göttingen, den er bis in sein vorletztes Lebensjahr innehatte.

## Familie
Er heiratete 1894 in Heidelberg Gertrud Winkelmann (1874–1961), eine Tochter des Prodessors der Geschichte Eduard Winkelmann (1838–1896). Das Paar hatte einen Sohn Hans, gefallen 1918 im Ersten Weltkrieg, und zwei Töchter:
- Else (1895–1980)[2] ⚭ Albert Wigand (1882–1932), Professor der Meteorologie
- Helene († 1994) ⚭ Hans Chemin-Petit (1902–1981), Professor an der Musikhochschule in Berlin

## Ehrungen
- Graefe-Medaille der Deutschen Ophthalmologischen Gesellschaft
- Wahl in die Deutsche Akademie der Naturforscher Leopoldina (1912)